# Cophura trunca
Cophura trunca là một loài ruồi trong họ Asilidae. Cophura trunca được Coquillett miêu tả năm 1893.